# أرشيبالد سلاتر
أرشيبالد سلاتر (22 نوفمبر 1890 في المملكة المتحدة - 22 يوليو 1949 في المملكة المتحدة)  (بالإنجليزية: Archibald Slater)‏ هو لاعب كريكت بريطاني (وحمل سابقاً جنسية المملكة المتحدة لبريطانيا العظمى وأيرلندا). لعب مع نادي مقاطعة ديربيشاير للكريكت ‏.